# Gordiska knuten

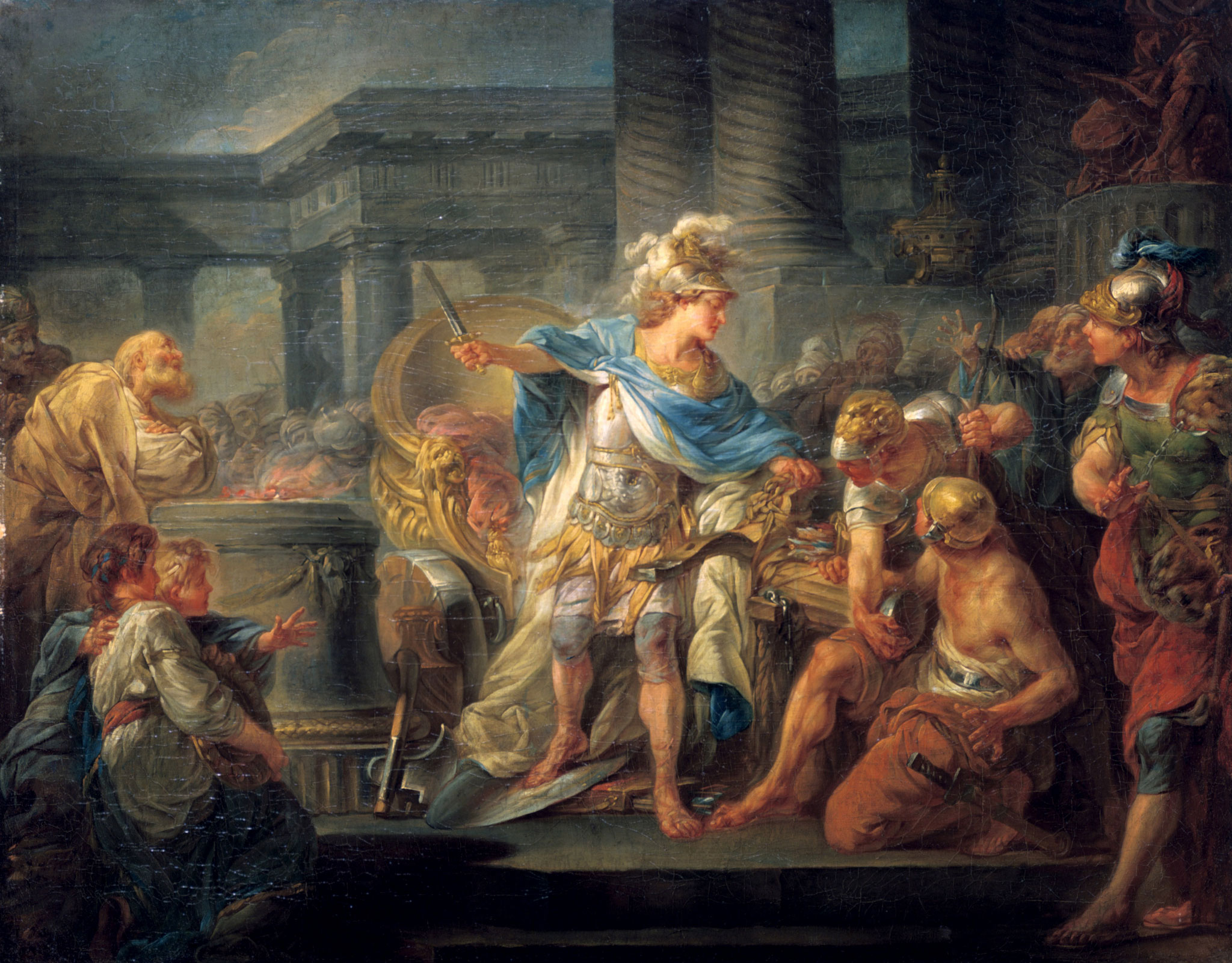
Alexander hugger av den gordiska knuten, målning av Jean-Simon Berthélemy.

En gordisk knut är en invecklad uppgift som kan lösas förvånansvärt enkelt genom en drastisk åtgärd.

## Legend
Enligt en legend fanns i den grekiska staden Gordions tempel en knut som satt på en oxkärra och var så pass komplicerad att ingen förmådde lösa upp den. Den som lyckades lösa knuten skulle enligt en profetia bli herre över Asien. Alexander den store lockades att försöka men misslyckades. Han drog då istället sitt svärd och högg av knuten vilket gav den önskade effekten. En sådan oväntad åtgärd för att lösa ett komplicerat eller svårt problem kallas därför ibland Alexanderhugg, ett uttryck som används om drastiska, simpla och oortodoxa lösningar på svåra problem.